# 九条尚実
九条 尚実（くじょう ひさざね/なおざね）は、江戸時代中期の公卿。関白・九条輔実の三男。官位は従一位・摂政、関白、太政大臣、准三后。九条家25代当主。

## 経歴
始めは尭厳と名乗り、門跡である随心院に入り、権僧正に任じられる。27歳の時に兄・九条幸教の子・稙基が没したため、寛保3年（1743年）5月9日に還俗し九条家を継ぐ。なお、当時の関白である一条兼香は有職故実を知らない尭厳が摂関家の当主になることに反対して桜町天皇の弟である政宮（後の遵仁法親王）に九条家を継がせようとしたが桜町天皇と幸教未亡人である信受院からの反対を受けて失敗に終わり、他の摂家と相談して尭厳が将来摂関に就くこと及び尭厳の子孫が九条家を継ぐことを認めないことを相続の条件としようとしたが、江戸幕府から尭厳の相続に特別な条件を付けるべきではないという意見が出されたため、これも認められなかった。
「尚」の字は、かつて室町幕府9代将軍・足利義尚から偏諱を受けた15代当主・九条尚経からその1字を取ったものである。
延享元年（1744年）4月13日、従三位に叙せられる。宝暦事件では関白一条道香、近衛内前、鷹司輔平ら摂関家公卿と協力し、桃園天皇側近の尊皇論者である清華家以下の公家を失脚させ、摂関家の優位性を保つことに成功した。宝暦9年（1759年）から安永7年（1778年）にかけて左大臣を務め、同年から後桃園天皇の関白を務める。
安永8年（1779年）、後桃園天皇が崩御する。生まれたばかりの皇女欣子内親王を新帝の后とする事で公卿の意見は一致したが、後桜町上皇と長老格の前関白近衛内前は、当時あった四宮家の中で最も格式が高い伏見宮家の嘉禰宮を推した。これに対し、尚実は最も皇統に近い閑院宮家の師仁王を推した。10日余りの論争の末、閑院宮家の師仁王が新帝として擁立されることになり、諱を兼仁と改めて即位、尚実自身も新帝の摂政に就任した。翌安永9年（1780年）には太政大臣を兼ねて、新帝の加冠を担当する。天明5年（1785年）には再び関白に転じた。天明7年（1787年）に関白を辞任して准三后に叙せられるが、同年死去。
当時の九条家の財政は厳しく、宝暦6年（1765年）には江戸幕府に対して知行を返上して代わりに2万両の拝領を得ようとするが失敗に終わっている。また、実子の九条道前と松殿忠孝は早世し、更に晩年には嫡孫の九条輔家にまで先立たれて体調を崩し、出仕もままならない状態であったという。
同時代の公卿で歴史家でもある柳原紀光は、尚実の背丈は6尺（約180cm)と大柄でよく大声を発していたと記し、また「漢才ありて、から（唐）様なるをこのみし」（『閑窓自語』）と記し、漢学に明るかったことを伝えている。

## 系譜
- 父：九条輔実
- 母：家女房
  - 長兄：九条師孝
  - 次兄：九条幸教
  - 長姉：九条輔姫 - 尾張藩4代藩主・徳川吉通の正室
- 妻：不詳
- 生母不明の子女
  - 男子：九条道前
  - 男子：松殿忠孝
- 猶子
  - 男子：文如 - 法如の子